# Tadahiro Akiba
Tadahiro Akiba (født 13. oktober 1975) er en japansk fodboldspiller. Han var en del af den japanske trup ved Sommer-OL 1996.